# Chimpex
Chimpex Constanța este un operator portuar din România.
Este cel mai mare terminal din portul Constanța.
Compania are ca obiect principal de activitate manipularea de mărfuri și tranzit prin încărcări sau descărcări în și din nave și vagoane, depozitarea de mărfuri, efectuarea de operațiuni legate de manipulări și expedieri de mărfuri.
Producătorul de îngrășăminte chimice Azomureș, controlat de investitori elvetieni, deține 88,54% din capitalul social al Chimpex.
În acționariatul operatorului portuar se mai regăsește SIF Transilvania (SIF3) cu 5,15% din titluri.
Titlurile societății se tranzacționează la categoria de bază a pieței Rasdaq sub simbolul CHEM.
Număr de angajați:
- 2009: 211[6]
- 2008: 281[6]

Cifra de afaceri în 2007: 22,85 milioane lei (6,84 milioane euro)